# Khao jee
Khao jee (tiếng Lào: ເຂົ້າຈີ່), khao gee hoặc jee khao (n.đ. 'xôi [nếp] nướng'), còn gọi là khao ping (tiếng Lào: ເຂົ້າປີ້ງ), là một phương pháp nấu ăn truyền thống nướng cơm nếp đã được xiên que trên ngọn lửa của người Lào và người Thái ở Tây Bắc Việt Nam (người Thái gọi là khẩu chí).

## Từ nguyên
Khao jee hay cụ thể hơn là, khao jee joom kai (n.đ. 'xôi nướng nhúng trứng'), còn được gọi là xôi nếp Lào với lớp phủ trứng, là một món ăn truyền thống đến từ nước Lào và dân tộc Lào ở Isan hoặc vùng đông bắc Thái Lanvà người Thái ở Tây Bắc Việt Nam."Giòn thơm xôi nướng".</ref> Gạo nếp là lương thực chính của người Lào ở trong nước, Thái Lan và cả dân tộc Thái ở Việt Nam. Trên thực tế, người Lào tiêu thụ nhiều gạo nếp hơn bất kỳ nhóm người nào trên thế giới. Khao jee (joom kai) thường được người Lào dùng làm món ăn nhanh trong bữa sáng hoặc như một món ăn nhẹ mang đi. Khao jee có thể được tìm thấy tại các quầy bán hàng rong trên khắp đất nước Lào.
Ở Lào, thuật ngữ "khao jee" cũng có thể dùng để chỉ một loại bánh mì dài hoặc bánh mì Pháp kiểu Lào. Một trong những tàn tích lâu dài thời Pháp thuộc được ưa chuộng ở Đông Nam Á. Khao jee thường được sử dụng trong các loại bánh mì Việt Nam. Biến thể của món bánh mì kẹp theo kiểu Lào được gọi là Khao jee pâté.

## Cách làm
Để chế biến món khao jee, người Lào thường chọn hạt gạo nếp to, tròn và mẩy đem vo sạch, sau đó ngâm nước chừng 6 tiếng, rồi vớt ra đem trộn thêm một chút muối cho đậm đà. Gạo được cho vào chõ để đồ trong khoảng 30 phút.
Chõ của người Lào được làm bằng thân gỗ mềm, khoét rỗng ruột, một đầu to hơn để đậy vung, một đầu nhỏ hơn (vừa với miệng của nồi đồ xôi) được cài kín bằng miếng phên nhỏ đan bằng nứa. Gạo nếp sau khi đem ngâm được trộn với một chút muối và đồ chín.
Khao jee được chế biến bằng cách nặn xôi thành miếng dài như miếng chả hoặc quấn quanh một chiếc que dài để tiếp cận ngọn lửa nóng và lật những miếng xôi mà không bị bỏng tay, tương tự như nướng marshmallow trên ngọn lửa trần. Xôi lúc này sẽ tạo thành lớp bên ngoài vàng giòn và béo ngậy sau khi nướng phần giữa còn nóng và dai.
Cách ăn phổ biến và nổi tiếng nhất của xôi nướng Lào với lớp phủ trứng, nhưng người Lào quen ăn xôi nướng đơn giản với một chút muối, hoặc thậm chí phủ padaek, loại nước mắm lên men truyền thống của Lào.